# Aleksandr Godunow
Aleksandr Borisowicz „Sasha” Godunow (ros. Александр Борисович Годунов; ur. 28 listopada 1949 w obwodzie sachalińskim, zm. 18 maja 1995 w Hollywood, w stanie Kalifornia) – radziecki, rosyjski i amerykański tancerz baletowy, choreograf i aktor. W 1987 otrzymał amerykańskie obywatelstwo.

## Życiorys

### Wczesne lata
Urodził się na półwyspie Sachalin w Związku Radzieckim jako syn Lidii Nicholajewnej Studientowej i Borysa Godunowa. Następnie rodzina przeniosła się na terytorium dzisiejszej Łotwy i w wieku dziewięciu lat rozpoczął naukę tańca w Ryskiej Państwowej Szkole Baletowej w Rydze. Głównym powodem było nie tyle jego zainteresowanie baletem, co troska matki o syna, by nie został chuliganem. Jego kolega z klasy i przyjaciel, Michaił Barysznikow, był przyszłym gigantem baletowym.

### Początki kariery
Aleksander Godunow z 191 cm wzrostu okazał się bardzo utalentowanym tancerzem. W 1967, mając 17 lat przeniósł się do Moskwy i dołączył do zespołu „klasycznego baletu” („Young Ballet”) Igora Moisiejewa. W 1971 główny choreograf Jurij Grigorowicz zaprosił Godunowa do baletu Teatru Bolszoj, gdzie jako najmłodszy główny tancerz zadebiutował w Jeziorze łabędzim. Poznał tam starszą o 7 lat balerinę Ludmiłę Własową, z którą się ożenił. Godunow bardzo szybko stała się solistą Teatru Bolszoj z pensją 550 rubli, został wybrany przez primabalerinę Maję Plisiecką na swojego partnera i doceniony przez krytykę za występ w klasycznych utworach, takich jak Jezioro łabędzie, Spartakus, Święto wiosny, Romeo i Julia jako krewny Capuletich – Tybalt, Iwan Groźny czy Giselle. W 1973 zdobył złoty medal w prestiżowym na Międzynarodowym Konkursie w Moskwie.
Kiedy 19 sierpnia 1979 odbył tournée po Stanach Zjednoczonych z Romeo i Julią Teatru Bolszoj w Metropolitan Opera, Aleksandr Godunow odłączył się od grupy, skontaktował się z władzami w Nowym Jorku i poprosił władze amerykańskie o azyl. KGB natychmiast odkryło jego zniknięcie; spór o niego trwał przez trzy dni, w sprawę zaangażował się też prezydent Jimmy Carter, po stronie amerykańskiej, i sekretarz generalny KPZR Leonid Breżniew, po stronie radzieckiej. W kwietniu 1981 romansował z Bárbarą Carrerą. W 1982, po ośmiu latach szczęśliwego małżeństwa, rozwiódł się.

### Kariera międzynarodowa
W 1982 dołączył do nowojorskiego American Ballet Theatre, którego dyrektorem artystycznym był Michaił Barysznikow. Kariera Godunowa w American Ballet Theatre była pełna rozgłosu. Jego każdy występ w repertuarze był chwalony przez prasę, ale po trzech latach powiedziano mu, że nie ma dla niego żadnych nowych ról. Występował gościnnie w Ameryce Południowej pod szyldem Godunov and Friends i tańczył w balecie Jezioro łabędzie z Evą Evdokimovą w Deutsche Oper w Berlinie.
W latach 1981–1988 nawiązał bliską przyjaźń z Jacqueline Bisset, z którą zamieszkał w Los Angeles. Przedstawiła go agentom filmowym i otworzyła mu nową karierę w filmie i telewizji. Studiował także aktorstwo w Juilliard School (1982-1983) i Stella Adler Acting Studio (1983-1985). Jego debiut w Świadku (1985) został szczególnie dobrze przyjęty. W tym dreszczowcu w reżyserii Petera Weira z minimalnym dialogiem zagrał postać uprzejmego farmera amiszów zakochanego w młodej wdowie (Kelly McGillis), której syn (Lukas Haas) był świadkiem morderstwa w Nowym Jorku. W komedii Richarda Benjamina Skarbonka (The Money Pit, 1986) u boku Shelley Long i Toma Hanksa wystąpił w roli burzliwego dyrygenta orkiestry, określanego jako „płytki i egocentryczny”. W dreszczowcu Johna McTiernana Szklana pułapka (Die Hard, 1988) z Bruce Willisem i Alanem Rickmanem zagrał jednego z najgroźniejszych terrorystów.

### Śmierć
Zmarł 18 maja 1995 w Hollywood w wieku 45 lat. Sekcja zwłok wykazała zapalenie wątroby związane z jego ostrą chorobą alkoholową. W jego apartamencie w Shoreham Towes znalazła go martwego pielęgniarka wysłana przez jego przyjaciół, gdyż ten nie odbierał telefonów. Jego ciało zostało skremowane, a prochy rozsypano nad Pacyfikiem. Grób symboliczny na Cmentarzu Wwiedieńskim w Moskwie.

## Wybrana filmografia
- 1974: Anna Karenina jako Aleksandr Wronski
- 1978: 31 ijunija
- 1980: The Big Show (gościnnie)
- 1985: Świadek jako Daniel Hochleitness
- 1986: Skarbonka jako Max Beissart
- 1988: Szklana pułapka jako Karl
- 1990: Przeklęty Kamień jako Zegarmistrz
- 1992: Gabinet figur woskowych 2: Zagubieni w czasie jako Skaraben
- 1994: Małolat jako ojciec